# 모르도 남작
카를 아마데우스 모르도(루마니아어: Karl Amadeus Mordo)는 모르도 남작(Baron Mordo)으로 불리는 마블 코믹스의 슈퍼빌런 캐릭터이다. 닥터 스트레인지의 적이자 라이벌격 캐릭터이며, 그와 같이 에인션트 원 밑에서 수학한 동문이다. 트란실바니아 출신. 1963년 8월 《이상한 이야기》 111호에 처음 등장했고, 스탠 리와 스티브 딧코가 공동 창작하였다.

## 담당 배우

### 영화
- 닥터 스트레인지(2016) - 추이텔 에지오포

## 담당 성우

### TV 애니메이션
- 스파이더맨(1994) - 토니 제이
- 슈퍼 히어로 스쿼드 쇼(2009) - 데이브 보트
- 얼티밋 스파이더맨(2012) - 대니 제이컵스

### 비디오 애니메이션
- 닥터 스트레인지: 소서러 슈프림(2007) - 케빈 마이클 리처드슨

### 비디오 게임
- 마블 얼티밋 얼라이언스(2005) - 필립 프록터